# Walter Rheiner
Walter Rheiner, eigentlich Walter Heinrich Schnorrenberg, (* 18. März 1895 in Köln; † 12. Juni 1925 in Berlin-Charlottenburg) war ein deutscher Schriftsteller des Expressionismus.

## Leben

### Frühe Jahre
Walter Rheiner besuchte die städtische Realschule in seiner Heimatstadt Köln. Im Anschluss begann er eine Ausbildung als Kaufmann, die er in Lüttich, Paris und London fortsetzte. Als Angestellter war ihm jedoch wenig Erfolg beschieden. Bereits mit sechzehn Jahren wurde er deshalb schriftstellerisch tätig.
Als er 1914 zum Kriegsdienst berufen wurde, nahm Rheiner erstmals Rauschmittel – er gab damit vor, drogensüchtig zu sein, um der Wehrpflicht zu entgehen. Trotz dieses Umstands wurde er eingezogen und mit Beginn des Ersten Weltkrieges an die russische Front beordert. Eine Entziehungskur scheiterte, sein Täuschungsversuch kam 1917 ans Licht, worauf er vom Dienst suspendiert wurde und nach Berlin übersiedelte. 1918 heiratete er Friederike Amalie Olle (genannt „Fo“), die Tochter einer armen Jüdin, stieß damit allerdings auf Ablehnung bei seiner Mutter.

### Auf dem Höhepunkt des Schaffens
In Berlin wurde Rheiner, den stets Geldsorgen plagten, zum literarischen Nomaden und fand zumeist bei Freunden oder in billigen Absteigen einen Unterschlupf. Viel Zeit verbrachte er bettelnd im Romanischen Café, wo er mit bekannten Autoren wie Däubler, Friedlaender, Claire und Iwan Goll, Hasenclever, Lasker-Schüler, Loerke, Meidner und Schickele verkehrte. Zum Maler Conrad Felixmüller, der einige seiner Werke illustrierte, pflegte er eine besonders enge Freundschaft, für Franz Pfemferts Zeitschrift Die Aktion schrieb er einige Artikel.
Zwischen 1918 und 1921 wohnte er hauptsächlich in Dresden. Dort wurde Rheiner einer der führenden Köpfe der spätexpressionistischen Künstlervereinigung Gruppe 1917. Er arbeitete als Redakteur für die Zeitschrift Menschen und fand im Verleger Heinar Schilling jemanden, der sich bereit erklärte, seine Werke zu publizieren. Innerhalb dieser drei Jahre wurden sieben Bücher veröffentlicht.

### Verfall und Tod

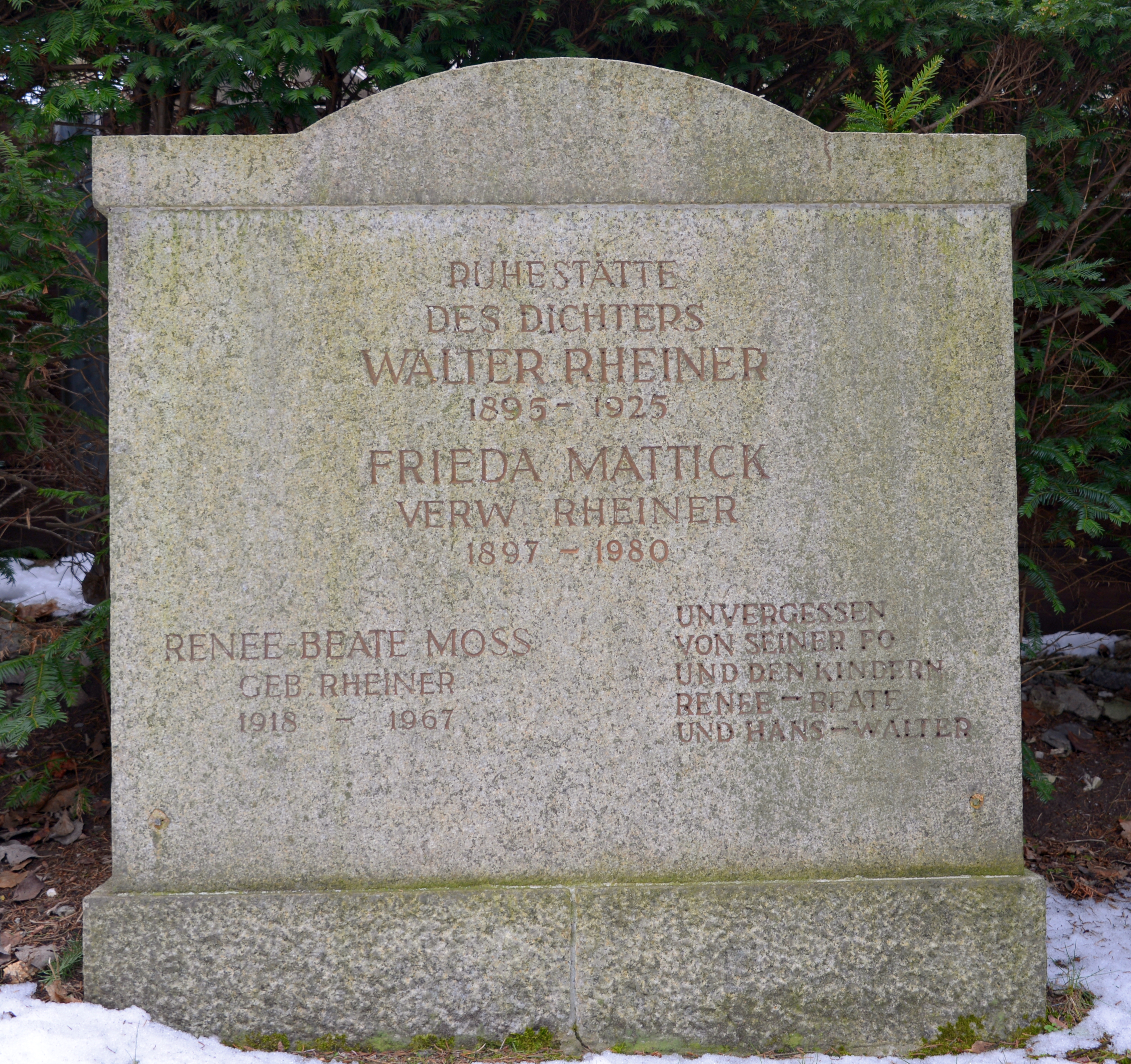
Grab von Walter Rheiner auf dem Kaiser-Wilhelm-Gedächtnis-Friedhof

Aus seinem anfänglich gemäßigten Drogenkonsum entwickelte sich jedoch mehr und mehr eine Sucht nach Kokain und Morphinen, die ihm letztendlich zum Verhängnis wurde. Er wurde entmündigt und zwischenzeitlich sogar in eine geschlossene Anstalt in Bonn eingeliefert. Seine Frau und das gemeinsame Kind, die er längst nicht mehr ernähren konnte, verließen ihn, die künstlerische Schaffenskraft schwand dahin, drogenabhängig, verarmt und vereinsamt fristete er in seinen letzten Lebensjahren ein unstetes Dasein. Im Bewusstsein seiner Krankheit und des nahenden Endes schrieb er das folgende Gedicht, das den Abschluss seines schriftstellerischen Werkes bildete:

„Komm, holder Schnee! Verschütte dies schwere Herz!

Mit deiner Gnade zaubre die Träne starr,

so aus der ewigen Quelle rinnet,

täglich geboren, geliebt noch immer.

O gib, daß mir aus dieser verlorenen Qual,

der bittern, werde das große, das ernste Grab,

darin ich mich zur Ruhe finde:

weinende, liebend erlöste Seele.“

Das Rauschgift hatte den Künstler vollständig ruiniert. In einer armseligen Unterkunft in der Charlottenburger Kantstraße setzte er seinem Leben am 12. Juni 1925 im Alter von 30 Jahren mit einer Überdosis Morphin selbst ein Ende. Beigesetzt wurde er auf dem Kaiser-Wilhelm-Gedächtnis-Friedhof in Charlottenburg (heutiger Ortsteil Berlin-Westend). Das Grab ist erhalten.

## Darstellung Rheiners in der bildenden Kunst
- Conrad Felixmüller: Der Dichter Walter Rheiner (Holzschnitt, 30 × 23 cm, 1918)[3]
- Conrad Felixmüller: Der Tod des Dichters Walter Rheiner (Öl)

## Werk
Rheiners Œuvre setzt sich aus etwa 80 Gedichten, der Novelle Kokain und einigen Prosaskizzen zusammen. Das Spektrum seiner Lyrik umfasst Themen wie das Großstadtleben, Nacht, Einsamkeit, Entfremdung, Lebensangst und die Errettung durch den Rausch, deren Darstellung zwischen Melancholie und Ekstase oszilliert.
Seine 1918 verfasste Novelle Kokain erlebte als einziges Werk Neuauflagen. In dieser einfühlsamen Studie einer Kokainpsychose beschrieb Rheiner das Elend eines Drogensüchtigen, dessen Leben von Halluzinationen, einem immer stärker werdenden Drang nach Injektionen und der Angst, dass ihn sein Umfeld enttarnen würde, geprägt war. Am Ende sah der Protagonist keinen Ausweg mehr aus seiner Misere und beging Suizid.
Veröffentlichungen:
- Kokain (Novelle, 1918)
- Das tönende Herz (Lyrik, 1918)
- Insel der Seligen. Ein Abendlied (Lyrik, 1918)
- Das schmerzliche Meer (Lyrik, 1918)
- Der inbrünstige Musikant (Lyrik, 1918)
- Der bunte Tag (Gedichte, Skizzen, Fragmente; 1919)
- Das Fo-Buch (Lyrik, 1921)